# Белоконь, Надежда Аврамовна
Надежда Аврамовна Белоконь (укр. Надія Аврамівна Білокінь; 8 [20] сентября 1893, Петриковка, Екатеринославская губерния — 5 февраля 1981, Радсело, Днепропетровская область) — советская украинская художница, мастер петриковской росписи, мастер народного искусства УССР (1936).

## Творческая деятельность
Участница международных выставок. Создавала традиционные для петриковской росписи орнаментальные растительные композиции, используя цветочные мотивы луковок, кудряшек и т. п.
Наиболее известные произведения:
- «Колодец в саду» (1929);
- «Просватана девушка» (1931);
- «Две женщины» (1935);
- «Роман и Оксана» (1961);
- «Свадебный поезд» (1979).

Произведения Надежды Белоконь хранятся в Национальном музее украинского народного декоративного искусства, в Днепропетровском художественном музее, в Одесском художественном музее и ряде других музеев.